# Síndrome del tejedor
El síndrome del tejedor o síndrome de Weaver es un trastorno genético autosómico dominante extremadamente raro asociado con un crecimiento acelerado que comienza en el período prenatal y continúa durante la niñez y la adolescencia. Se caracteriza por una maduración ósea avanzada y anomalías del cráneo, del esqueleto y del sistema neurológico.  Es similar al síndrome de Sotos y se clasifica como un síndrome de sobrecrecimiento.
En 2011 se determinó que el síndrome de Weaver es causado por mutaciones en el gen EZH2  ubicado en el cromosoma 7q36. Hasta diciembre de 2013 se habían documentado y confirmado 48 casos del síndrome.   Además, se estima que su prevalencia es similar a la del síndrome de Sotos que cuenta con aproximadamente 1 caso por cada 15,000 personas.  El síndrome fue descrito por primera vez en 1974 por el médico estadounidense David Weaver. 

## Signos y síntomas
Los niños con síndrome de Weaver suelen compartir características físicas y craneofaciales distintivas que pueden incluir algunos, pero no todos, de los siguientes elementos: 
- Macrocefalia
- Diámetro bifrontal amplio
- Occipucio aplanado
- Surco vasolabial
- Retrognatia
- Rostro redondo durante la infancia
- Pliegue prominente en el mentón
- Orejas grandes
- Estrabismo
- Hipertelorismo
- Pliegues epicánticos
- Fisuras palpebrales inclinadas hacia abajo

Otras características incluyen piel laxa, uñas finas y profundas, cabello delgado, costillas cortas, extensión limitada de codos y rodillas, camptodactilia y una voz grave y gruesa. Además, en la primera infancia es común el retraso en el desarrollo de habilidades motoras como sentarse, ponerse de pie y caminar. Generalmente, los pacientes presentan una discapacidad intelectual leve, con problemas de coordinación y equilibrio.  También reportan algunas anomalías neurológicas como retraso en el habla, epilepsia,  discapacidad intelectual, hipotonía o hipertonía y problemas de conducta. 

## Causa Genética
En 2011, se determinó que el síndrome de Weaver es causado por mutaciones autosómicas dominantes en el gen EZH2 ubicado en el cromosoma 7q36.  EZH2 (Enhancer of Zeste, homólogo 2 en Drosophila) es la segunda metiltransferasa de histonas asociada con el sobrecrecimiento humano. Este gen codifica la subunidad catalítica del complejo de proteínas PRC2 (Polycomb Repressive Complex 2) que regula la estructura de la cromatina y la expresión genética, reprimiendo la transcripción. El gen EZH2 también desempeña un papel crítico en el mantenimiento de las células madre y en la determinación de linajes celulares, como osteogénesis, la miogénesis, la linfopoyesis y la hematopoyesis.
Puede asociarse con las mutaciones en el gen de la histona metiltransferasa NSD1 del cromosoma 5q35. La función de NSD1 no se conoce en su totalidad, pero el gen se considera un factor que influye sobre la transcripción, la cual contiene los dominios de regulación (mediada por la cromatina) necesaria durante la fase de desarrollo. 
La mayoría de los casos que se encuentran son esporádicos y sin antecedentes familiares del síndrome; sin embargo, en algunas familias se ha presentado el caso de herencia autosómica dominante. 

## Diagnóstico
A menudo el Síndrome de Weaver y el síndrome de Sotos se confunden a menudo por la importante superposición fenotípica y por sus similitudes.  Los rasgos clínicos que los dos síndromes comparten incluyen crecimiento excesivo durante el desarrollo en la edad temprana, edad ósea avanzada respecto a la edad biológica del individuo, retraso en el desarrollo y macrocefalia prominente.  Además, las mutaciones en el gen NSD1 pueden ser otra causa de confusión entre los dos síndromes. El gen NSD1 da las instrucciones para producir una proteína para un normal crecimiento y desarrollo. Así, la pérdida y la mutación en el gen NSD1 es una causa común en el Síndrome Sotos y en algunos casos, el Síndrome de Weaver. 
Sin embargo, las siguientes son algunas de las características que distinguen el Síndrome de Weaver del Síndrome de Sotos: la frente y el rostro anchos, el hipertelorismo ocular, el surco nasolabial y ancho, la micrognatia, las uñas hundidas, la retrognatia con un pliegue prominente en el mentón, el crecimiento prenatal excesivo y una edad ósea carpiana que está mucho más avanzada en comparación con la edad ósea de los metacarpos y las falanges. 

## Tratamiento
No existe una cura disponible para el Síndrome de Weaver. Sin embargo, un manejo multidisciplinar puede ayudar a controlar los síntomas, lo que incluye cuidados neurológicos, pediátricos, ortopédicos y psicomotores y asesoramiento genético. Además, se podría utilizar la cirugía para corregir problemas esqueléticos. También se consideran la fisioterapia y la terapia ocupacional para ayudar con el tono muscular, mientras que se suele recomendar la logopedia para abordar los problemas relacionados con el lenguaje.

## Pronóstico
Con un tratamiento y control adecuados, los pacientes con síndrome de Weaver parecen progresar bien, tanto física como intelectualmente, a lo largo de su vida y tener una esperanza de vida normal. Su altura adulta puede alcanzar 7-8 pies (213,36-243,84 cm).

## Epidemiología
La incidencia del Síndrome de Weaver es incierta, ya que la mutación causante se identificó recientemente en el 2011. Hasta diciembre del 2013, se habían documentado y confirmado 48 casos del Síndrome Weaver.   En 2012, el Servicio Regional de Genética del del Suroeste del Támesis (South West Thames Regional Genetic Service) del Hospital St George de Londres, basándose en las tasas de detección presentes en un estudio sobre el sobrecrecimiento infantil (Childhood Overgrowth Study), estimó una prevalencia similar a la del Síndrome de Sotos de aproximadamente 1 caso de cada 15,000. 